# كييتا إيتشيكاوا
كييتا إيتشيكاوا (باليابانية: 市川 恵多) (3 أكتوبر 1990 في مايه-باشي في اليابان – )؛ هو لاعب كرة قدم ياباني سابق كان يلعب كمدافع.

## وصلات خارجية
- كييتا إيتشيكاوا على موقع رابطة كرة القدم اليابانية للمحترفين (اليابانية)
- كييتا إيتشيكاوا على موقع قاعدة بيانات كرة القدم.إي يو (الإنجليزية)
- كييتا إيتشيكاوا على موقع Soccerway.com (الإنجليزية)
- كييتا إيتشيكاوا على موقع عالم كرة القدم.نت (الإنجليزية)